# Cristina Sanudo
Cristina Sanudo, auch Cristina Sanudo Moro (* um 1395 in Venedig; † 12. Dezember 1471 ebenda), war durch die 1412 geschlossene Ehe mit dem Dogen Cristoforo Moro während dessen Amtszeit vom 12. Mai 1462 bis zu dessen Tod am 9. November 1471 Dogaressa der Republik Venedig. Gelegentlich erschien sie auch als Letizia in der Literatur, obwohl dies eher auf eine Beschreibung ihres Gemütes zurückzuführen ist.

## Leben

### Herkunft, eigene Familie
Cristina Sanudo di Leonardo di Marino San Polo war die Schwester des Onkels des berühmten Historikers und Diarienschreibers Marin Sanudo. Ihre Eltern waren Leonardo Sanudo und Barbara Memo. Ihre Familie, die Sanudo Torsello, war nicht nur eine vermögende Kaufmannsfamilie, sondern sie hatte auch gute Kontakte zu den bedeutendsten Familien Venedigs, wie den Memmo oder den Foscari.
Cristoforo Moro und Cristina Sanudo heirateten im Jahr 1412. Sie brachte 1200 Dukaten an Mitgift in die Ehe. Das Paar hatte ein einziges Kind, einen Sohn namens Nicolò, der jedoch vor dem Vater starb, ohne eigene Kinder zu haben.

### Dogaressa (1462–1471)
Die Dogaressa, die bei der Wahl ihres Mannes zum Dogen in den Sechzigern stand, erhielt 1462 einen feierlichen Einzug, wie Marin Sanudo berichtet. Sie wurde, begleitet von den Patriziern und deren Frauen auf dem Bucintoro („navis Bucentaurus“), dem für derlei Gelegenheiten gebauten Staatsschiff, unter Glockenläuten und Jubelrufen sowie in Begleitung zahlreicher Schiffe und Boote zum Markusplatz und von dort in den Dogenpalast geleitet. Ein derartiger Aufwand wurde von den Pregadi, die auch Senatoren genannt wurden, misstrauisch beäugt und daher immer wieder verboten oder eingeschränkt. Andererseits wurde immer mehr auf angemessenes Verhalten der Teilnehmer geachtet, um eine Staatszeremonie zu schützen, bei der eine Frau die zentrale Rolle innehatte. Bei Zuwiderhandlungen konnten demzufolge die Betreffenden bis zu einem halben Jahr aus dem Großen Rat ausgeschlossen werden. Gefängnis drohte gar jenen Patriziern, die es wagten in den Dogenpalast einzutreten, während die Dogaressa mit ihren Damen eintrat. Verhielten sich Nichtadlige entsprechend, so konnte ihr Umhang zwangsweise eingezogen oder verkauft werden. Während Cristina Sanudos Mann 1464 außerhalb Venedigs Krieg führte, blieb sie, zusammen mit ihrem Neffen Leonardo Sanudo († 1476), dem Vater Marins, im Dogenpalast.
Im Gegensatz zu symbolischen Veranstaltungen wie dem Einzug der Dogaressa, bei denen die Dogenfrau im Mittelpunkt stand, spielte sie offenbar bei eher politisch verstandenen öffentlichen Ritualen keine Rolle. Als der verwitwete Kaiser Friedrich III. – seine Frau Eleonore Helena von Portugal war 1467 gestorben – im Februar 1469 Venedig besuchte, erwähnt keine Chronik die Teilnahme der Dogaressa an den Feierlichkeiten.
In ihrem Testament vom 14. Januar 1471 stattete sie das Kloster San Giobbe reichhaltig aus. Dies geschah aus Dankbarkeit für die Seelgebete für ihren Vater und ihre Brüder. Sie setzte ihr Testament auf, und starb keine fünf Wochen nach dem Tod ihres Ehemannes.
Marin Sanudo erwähnt die Dogaressa in seinem Testament vom 4. September 1533. Er hinterließ darin der Kirche San Sebastian eine Reliquie, einen Knochen des Titularheiligen, die er von der „dogaressa da cha Moro fo da cha Sanudo“ erhalten hatte. Die Reliquie hatte, so glaubte er, sein Haus immer vor der Pest geschützt. Nun bat er um ein „bel Tabernaculo“ für die Reliquie.

## Grabmal
Cristina Sanudo wurde im Grabmal ihres Ehemanns in San Giobbe beigesetzt. Dem Dogen räumte man wegen seiner Wohltaten das Recht ein, nicht nur vor dem Altar beigesetzt zu werden, sondern auch den Altar dem hl. Bernardin von Siena zu widmen, einem Franziskaner. Das Grabmal befindet sich im Presbyterium gegenüber dem Altar. Es ist ein Bodengrab, das mit einer Grabplatte aus Marmor bedeckt ist.